# I Feel Love
"I Feel Love" er en sang indspillet af Donna Summer fra hendes konceptalbum I Remember Yesterday fra 1977.
Albummet I Remember Yesterday var bygget op med sange i forskellige stilarter, der repræsentede udviklingen i musikalsk stil fra perioden fra 1940'erne op gennem tiden (eksempelvis "Love's Unkind" i stil fra 1940'erne og "Back in Love Again" i stil fra 1960'ernes Motownlyd). På albumets del med fremtidig musik indgik "I Feel Love".
Sangen nåede førstepladsen på UK Singles Chart og en plads som nummer seks på Billboard Hot 100 i USA og en niendeplads på 'Hot Soul Chart'. "I Feel Love" er placeret som nr. 418 på Rolling Stone Magazines liste over historiens 500 bedste sange. Sangen blev særdeles populær i bøssemiljøet.

## Produktion
På trods af at fuldstændig elektronisk musik havde været indspillet i flere årtier, var instrumenteringen på disco-indspilninger før "I Feel Love" oftest bygget op med en traditionel instrumentering med akustiske instrumenter og ellers med el-guitar, el-bas og traditionel brug af keyboards.. Giorgio Moroder ønskede imidlertid med "I Feel Love" at skabe en ny innovativ produktion, som han optog alene ved benyttelse af synthesizere som baggrund for Donna Summers vokal. Moroders produktion var banebrydende og inspirerede en række andre tilsvarende senere produktioner, og fik indflydelse på techno-genren.
Albumversionen varer næsten seks minutter. Den blev forlænget til en version på otte minutter, der blev udgivet på en 12" maxi-single, der også er indeholdt på opsamlingsalbummet The Dance Collection: A Compilation of Twelve Inch Singles. Sangen var ændret en smule på 7" versionen, hvor fade-in ved begyndelsen hurtigere når fuld lydstyrke. En version, der fader ud omkring 3:45, før det tredje vers og de sidste omkvæd er medtaget på en række "greatest hits"-album og andre opsamlinger udgivet af PolyGram, Mercury Records, Universal Music m.fl.

## Modtagelse
Ifølge David Bowie, der dengang var i færd med indspilninger sammen med Brian Eno, blev "I Feel Love" fra udgivelsen anses for banebrydende indenfor sin genre:
| Citat | En dag i Berlin ... kom Eno løbende og sagde 'Jeg har hørt hvordan fremtiden lyder' ... han sætter Donna Summers 'I Feel Love' på ... Han siger, 'Sådan er det, kig ikke længere væk. Den single kommer til at ændre lyden af club music for de næste femten år.' Hvad han havde mere eller mindre ret i. | Citat |
|       | |       |

I 2004 medtog Rolling Stone Magazine sangen som nr. 418 på magasinets liste over de 500 største sange gennem tiderne. Som begrundelse for placeringen anføres bl.a. sangens banebrydende betydning for disco-musikken.
Få måneder efter successen med "I Feel Love" producerede Summer og Moroder den 11 minutter lange opfølger "Now I Need You"/"Working the Midnight Shift" på Summers dobbeltalbum fra 1977 Once Upon a Time, der med succes blev baseret på "I Feel Love"'s stil med luftig vokal, mekaniske beats, arpeggio og bas-riffs.

## Senere remix og genudgivelser
"I Feel Love" blev i 1978 udgivet i et stærkt begrænset oplag af Hi-NRG pioneeren Patrick Cowley, der havde skabt et 15:45 min langt remix af sangen. På trods af, at Moroder ikke var imponeret, blev remixet populært i en række klubber i undergrundsmiljøet. Cowleys remix blev atter udgivet i begrænset oplag på vinyl i midten af 1980'erne.
I 1982 var Cowleys remix udgivet af Casablanca Records i en otte minutter lang udgave bestemt for det almene pladepublikum. Med den bredere distribution blev "I Feel Love" igen et hit på dansegulvet fem år efter den oprindelige udgivelse. En 7" single blev også udgivet, og denne nåede nr. 21 på UK singles chart. Cowleys mix er endvidere udgivet på en "bonus" disc til opsamlings-CD'en The Journey: The Very Best of Donna Summer.
"I Feel Love" blev atter remixet og genudgivet i 1995, da PolyGram udsendte et remix på dets sublabel Manifesto. Dette remix indeholdt bl.a. ny vokal af Donna Summer, og blev atter et hit i Storbritannien, da sangen nåede nr. 8 på UK Singles Chart.
Sangen blev igen udgivet på et ny remix i 2005.

## Placering på hitlister
| Chart (1977)           | Peak position |
| ---------------------- | ------------- |
| Hollandsk GfK hitliste | 1             |
| Hollands Top 40        | 1             |
| UK Singles Chart       | 1             |

## Eksterne links
- Buskin, Richard (oktober 2009). "Classic Tracks: Donna Summer 'I Feel Love'". Sound On Sound.
- "I Feel Love" på youtube.com (Vevo)